# FosB
FosB（FBJ murine osteosarcoma viral oncogene homolog B）またG0S3（G0/G1 switch regulatory protein 3）は、ヒトではFOSB遺伝子によってコードされているタンパク質である。
Fos遺伝子ファミリーには、FOS、FOSB、FOSL1、FOSL2という4種類のメンバーが存在する。これらの遺伝子がコードするタンパク質はロイシンジッパーを有し、Junファミリーのタンパク質（c-Jun、JunDなど）と二量体化して転写因子複合体AP-1を形成する。Fosタンパク質は細胞増殖、分化、形質転換の調節因子としての可能性が示唆されている。FosBとその切り詰められたスプライスバリアントであるΔFosB、そしてさらに切り詰められたΔ2ΔFosBは、全て骨硬化症と関係している。Δ2ΔFosBはトランス活性化ドメインを欠いているため、AP-1複合体による転写への影響を防ぐ役割を果たす。
ΔFosBは、嗜癖の形成と維持に中心的かつ重要な役割を果たしている因子として同定されている。ΔFosBの過剰発現は報酬系全体にわたって嗜癖と関連した神経可塑性の形成の引き金となり、嗜癖に特徴的な行動表現型を生み出す。ΔFosBが有するこうした効果を生み出す能力は、全長タンパク質であるFosBや、さらに切り詰めれらたΔ2ΔFosBとは異なっており、側坐核におけるΔFosBの過剰発現のみが薬物に対する病理的応答と関連している。

## ΔFosB
ΔFosBは、FOSB遺伝子に由来する、切り詰めれらた形のスプライスバリアントである。ΔFosBは事実上すべての形態の行動嗜癖や薬物嗜癖の形成に関与する重要な因子であることが示唆されている。脳内の報酬系では、ΔFosBはCREBやサーチュインなど他の多くの遺伝子産物の変化と関連している。体内の他の部位においては、ΔFosBは間葉系前駆細胞の脂肪細胞や骨芽細胞系統への運命決定を調節している。
側坐核においては、ΔFosBは嗜癖の形成における持続的な分子スイッチ、そしてマスター制御因子として機能している。言い換えると、ΔFosBがいったんオンになると一連の転写イベントが開始され、最終的に嗜癖状態（特定の刺激と関係した強迫的な報酬探索行動）が引き起こされる。ΔFosBの半減期は非常に長いため、この状態は薬物の使用中止後も数か月は持続する。側坐核のD1型の中型有棘神経細胞（D1-MSN）におけるΔFosBの発現は、正の強化を介して薬物の自己投与や報酬系の感作を直接的に正に制御し、一方で回避の感受性を低下させる。2014年末に発表された医学的レビューでは、側坐核におけるΔFosBの発現の嗜癖のバイオマーカーとしての可能性や、薬物によるΔFosBの誘導の程度が他者との嗜癖状態の比較の際の指標となることが議論されている。
内因性カンナビノイドであるアナンダミド（N-アラキドニルエタノールアミド、AEA）や、日常的に摂取する多くの食品に用いられているノンカロリー甘味料であるスクラロースの慢性投与は、下辺縁皮質、側坐核のコアとシェル、扁桃体の中心核においてΔFosBの過剰発現を誘導し、報酬系に長期的変化が誘導されることが発見されている。

### 嗜癖における役割
慢性的な薬物乱用は中脳皮質辺縁系経路において、転写やエピジェネティックな機構による遺伝子発現の変化を引き起こす。こうした変化を生み出す最重要な転写因子は、ΔFosB、CREB、NF-κBである。側坐核のD1-MSNにおけるΔFosBの過剰発現は薬物嗜癖でみられる神経の適応や行動への影響（薬物の自己投与や報酬系の感作）に必要十分であり、嗜癖における最も重要な生化学的機構となっている。ΔFosBの過剰発現は、アルコール、カンナビノイド、コカイン、メチルフェニデート、ニコチン、オピオイド、フェンシクリジン、プロポフォール、置換アンフェタミン類やその他に対する嗜癖への関与が示唆されている。転写因子ΔJunDやヒストンメチルトランスフェラーゼG9aは、どちらもΔFosBの機能に対抗し、その発現上昇を阻害する。側坐核におけるΔJunD（ウイルスベクターを用いた遺伝子導入による）やG9a（薬理学的手法による）の発現上昇は慢性的薬物乱用時にみられる神経学的・行動的変化（ΔFosBを介した変化）の多くを低減し、また大幅な上昇が引き起こされた場合にはこうした変化が遮断される場合もある。
ΔFosBは、おいしい食事、セックス、運動といった自然報酬に対する行動応答にも重要な役割を果たしている。自然報酬は乱用薬物と同様に、側坐核においてΔFosBの発現を誘導し、こうした報酬の慢性的獲得はΔFosBの過剰発現を介して類似した病理的嗜癖状態を引き起こす。このように、ΔFosBは自然報酬に対する嗜癖（行動嗜癖）においても重要な機構となっている。特に、側坐核におけるΔFosBは性的報酬に対する強化作用に重要である。自然報酬と薬物報酬との相互作用に関する研究では、ドーパミン作動性精神刺激薬（アンフェタミンなど）と性的行動は側坐核において同様の生化学的機構に作用してΔFosBを誘導し、ΔFosBを介した双方向的な交差行動感作（cross-sensitization）作用を有することが示されている。ドーパミン調節異常症候群は、薬物によって誘発される、自然報酬（特にセックス、買い物、ギャンブル）に対する強迫的行動によって特徴づけられる疾患であり、この疾患はドーパミン作動薬による治療を受けている患者の一部でも観察されるため、特筆すべき現象である。
ΔFosBの阻害（ΔFosBの作用に対抗する、もしくはその発現を低下させる薬剤や治療法）は、嗜癖や嗜癖障害に対する有効な治療法となる可能性がある。実験動物を用いて行われた研究の医学的レビューでは、クラスIヒストン脱アセチル化酵素（HDAC）阻害薬の長期使用後には側坐核においてG9aの発現が誘導され、ΔFosBの機能や発現のさらなる増加を間接的に阻害することが明らかにされている。こうしたレビューや、酪酸ナトリウムやその他のクラスI HDAC阻害薬の長期間経口投与または腹腔内投与による予備的結果からは、これらの薬剤がエタノールや精神刺激薬（アンフェタミンやコカイン）、ニコチン、オピエートに対して嗜癖が形成された実験動物の嗜癖行動を低減することが示されている。一方で2015年8月時点では、嗜癖を有するヒトを対象としたクラスI HDAC阻害薬の治療効果の検証や適切な投与レジメンの決定のための臨床試験はわずかしか行われてない。

#### コカイン嗜癖
ΔFosB濃度はコカインの使用に伴って上昇することが示されている。主に側坐核や腹側線条体においてΔFosBの発現誘導が可能なトランスジェニックマウスでは、コカインに対する行動応答の感作がみられる。これらのマウスは対照群よりも低用量でコカインの自己投与の増加がみられ、薬物除去後の再発の可能性が高い。ΔFosBはAMPA受容体サブユニットであるGluR2の発現を増加させ、またダイノルフィンの発現を低下させることで、報酬に対する感受性を高める。
| 標的遺伝子     | 標的の発現                                   | 神経への影響                                                                                     | 行動への影響                      |
| -------------- | -------------------------------------------- | ------------------------------------------------------------------------------------------------ | --------------------------------- |
| c-Fos          | ↓                                            | ΔFosBの慢性的誘導を可能にする分子スイッチ （c-Fosの抑制によってΔFosBはより急速に核内に蓄積する） | –                                 |
| ダイノルフィン | ↓ （条件によっては上昇がみられる場合もある） | • κオピオイド受容体フィードバックループのダウンレギュレーション                                  | • 報酬機構の亢進                  |
| NF-κB          | ↑                                            | • 側坐核の樹状突起の成長 • 側坐核におけるNF-κB炎症応答 • 線条体におけるNF-κB炎症応答             | • 薬物報酬の増大 • 運動活性の感作 |
| GluR2          | ↑                                            | • グルタミン酸に対する感受性の低下                                                               | • 薬物報酬の増大                  |
| Cdk5           | ↑                                            | • シナプスタンパク質GluR1のリン酸化 • 側坐核の樹状突起の成長                                     | • 薬物報酬の低下 （正味の影響）   |

### 嗜癖と関連した可塑性
| 神経可塑性または行動可塑性                 | 強化子の種類                         | 強化子の種類        | 強化子の種類           | 強化子の種類 | 強化子の種類            | 強化子の種類    | 出典   |
| 神経可塑性または行動可塑性                 | オピエート                           | 精神刺激薬          | 高脂肪食または高糖質食 | セックス     | 身体活動 （有酸素運動） | 環境強化        | 出典   |
| ------------------------------------------ | ------------------------------------ | ------------------- | ---------------------- | ------------ | ----------------------- | --------------- | ------ |
| 側坐核D1-MSNにおけるΔFosの発現             | ↑                                    | ↑                   | ↑                      | ↑            | ↑                       | ↑               | [ 42 ] |
| 行動可塑性                                 |                                      |                     |                        |              |                         |                 |        |
| 摂取の増大                                 | あり                                 | あり                | あり                   |              |                         |                 | [ 42 ] |
| 精神刺激薬との交差行動感作                 | あり                                 | 該当しない          | あり                   | あり         | 減衰                    | 減衰            | [ 42 ] |
| 精神刺激薬の自己投与                       | ↑                                    | ↑                   | ↓                      |              | ↓                       | ↓               | [ 42 ] |
| 精神刺激薬による条件付け場所嗜好性         | ↑                                    | ↑                   | ↓                      | ↑            | ↓                       | ↑               | [ 42 ] |
| 薬物探索行動の再発                         | ↑                                    | ↑                   |                        |              | ↓                       | ↓               | [ 42 ] |
| 神経化学的可塑性                           |                                      |                     |                        |              |                         |                 |        |
| 側坐核におけるCREBのリン酸化               | ↓                                    | ↓                   | ↓                      |              | ↓                       | ↓               | [ 42 ] |
| 側坐核におけるドーパミン応答の感作         | No                                   | Yes                 | No                     | Yes          |                         |                 | [ 42 ] |
| 線条体におけるドーパミンシグナル伝達の変化 | ↓DRD2, ↑DRD3                         | ↑DRD1, ↓DRD2, ↑DRD3 | ↑DRD1, ↓DRD2, ↑DRD3    |              | ↑DRD2                   | ↑DRD2           | [ 42 ] |
| 線条体におけるオピオイドシグナル伝達の変化 | 不変 または ↑μ                       | ↑μ, ↑κ              | ↑μ                     | ↑μ           | 不変                    | 不変            | [ 42 ] |
| 線条体オピオイドペプチドの変化             | ↑ダイノルフィン エンケファリンは不変 | ↑ダイノルフィン     | ↓エンケファリン        |              | ↑ダイノルフィン         | ↑ダイノルフィン | [ 42 ] |
| 中脳皮質辺縁系のシナプス可塑性             |                                      |                     |                        |              |                         |                 |        |
| 側坐核の樹状突起の数                       | ↓                                    | ↑                   |                        | ↑            |                         |                 | [ 42 ] |
| 側坐核の樹状突起スパインの密度             | ↓                                    | ↑                   |                        | ↑            |                         |                 | [ 42 ] |

### 脳内におけるその他の機能
パーキンソン病の動物モデルでは、黒質-線条体ドーパミン経路の出力ニューロン（腹側線条体のMSN）においてウイルスを用いてΔFosBを過剰発現することで、レボドパ誘発性ジスキネジアが誘導される。ジスキネジアを発症した齧歯類や霊長類では腹側線条体でΔFosBが過剰発現しており、レボドパによる治療を受けたパーキンソン病患者の剖検試料でも同様に腹側線条体におけるΔFosBの過剰発現が観察される。抗てんかん薬であるレベチラセタムをレボドパとともに投与することで、腹側線条体におけるΔFosBの過剰発現の誘導は用量依存的に低減されることがラットで示されている。一方で、この作用に関係しているシグナル伝達経路は不明である。
側坐核シェル領域におけるΔFosBの発現はストレスに対するレジリエンスを高める。またΔFosBは社会的敗北ストレスへの急性曝露によってこの領域で誘導される。
抗精神病薬も同様にΔFosBの上昇をもたらすことが示されており、より具体的には前頭前野で増加がみられる。この増加は、これらの薬剤が生み出す負の副作用と関連した経路の一部となっていることが示されている。

## 関連文献
- “fosB is a transforming gene encoding a transcriptional activator”. Oncogene 6 (4):  567–76. (Apr 1991). PMID 1903195.
- “A defect in nurturing in mice lacking the immediate early gene fosB”. Cell 86 (2):  297–309. (Jul 1996). doi:10.1016/S0092-8674(00)80101-4. PMID 8706134.
- “Sequence analysis and expression in cultured lymphocytes of the human FOSB gene (G0S3)”. DNA and Cell Biology 15 (12):  1025–38. (Dec 1996). doi:10.1089/dna.1996.15.1025. PMID 8985116.
- “Smads bind directly to the Jun family of AP-1 transcription factors”. Proceedings of the National Academy of Sciences of the United States of America 96 (9):  4844–9. (Apr 1999). Bibcode: 1999PNAS...96.4844L. doi:10.1073/pnas.96.9.4844. PMC 21779. PMID 10220381.
- “Critical role of Smads and AP-1 complex in transforming growth factor-beta -dependent apoptosis”. The Journal of Biological Chemistry 275 (46):  36295–302. (Nov 2000). doi:10.1074/jbc.M006023200. PMID 10942775.
- “A functional activating protein 1 (AP-1) site regulates matrix metalloproteinase 2 (MMP-2) transcription by cardiac cells through interactions with JunB-Fra1 and JunB-FosB heterodimers”. Biochemical Journal 369 (Pt 3):  485–96. (Feb 2003). doi:10.1042/BJ20020707. PMC 1223099. PMID 12371906.
- “FosB is highly expressed in normal mammary epithelia, but down-regulated in poorly differentiated breast carcinomas”. Breast Cancer Research and Treatment 77 (3):  265–75. (Feb 2003). doi:10.1023/A:1021887100216. PMID 12602926.
- “An unexpected role for FosB in activation-induced cell death of T cells”. Oncogene 22 (9):  1333–9. (Mar 2003). doi:10.1038/sj.onc.1206126. PMID 12618758.
- “Placental growth factor induces FosB and c-Fos gene expression via Flt-1 receptors”. FEBS Letters 557 (1–3):  93–8. (Jan 2004). Bibcode: 2004FEBSL.557...93H. doi:10.1016/S0014-5793(03)01452-2. PMID 14741347.
- “Forebrain patterns of c-Fos and FosB induction during cancer-associated anorexia-cachexia in rat”. The European Journal of Neuroscience 21 (10):  2752–66. (May 2005). doi:10.1111/j.1460-9568.2005.04102.x. PMID 15926923.